# Onnion

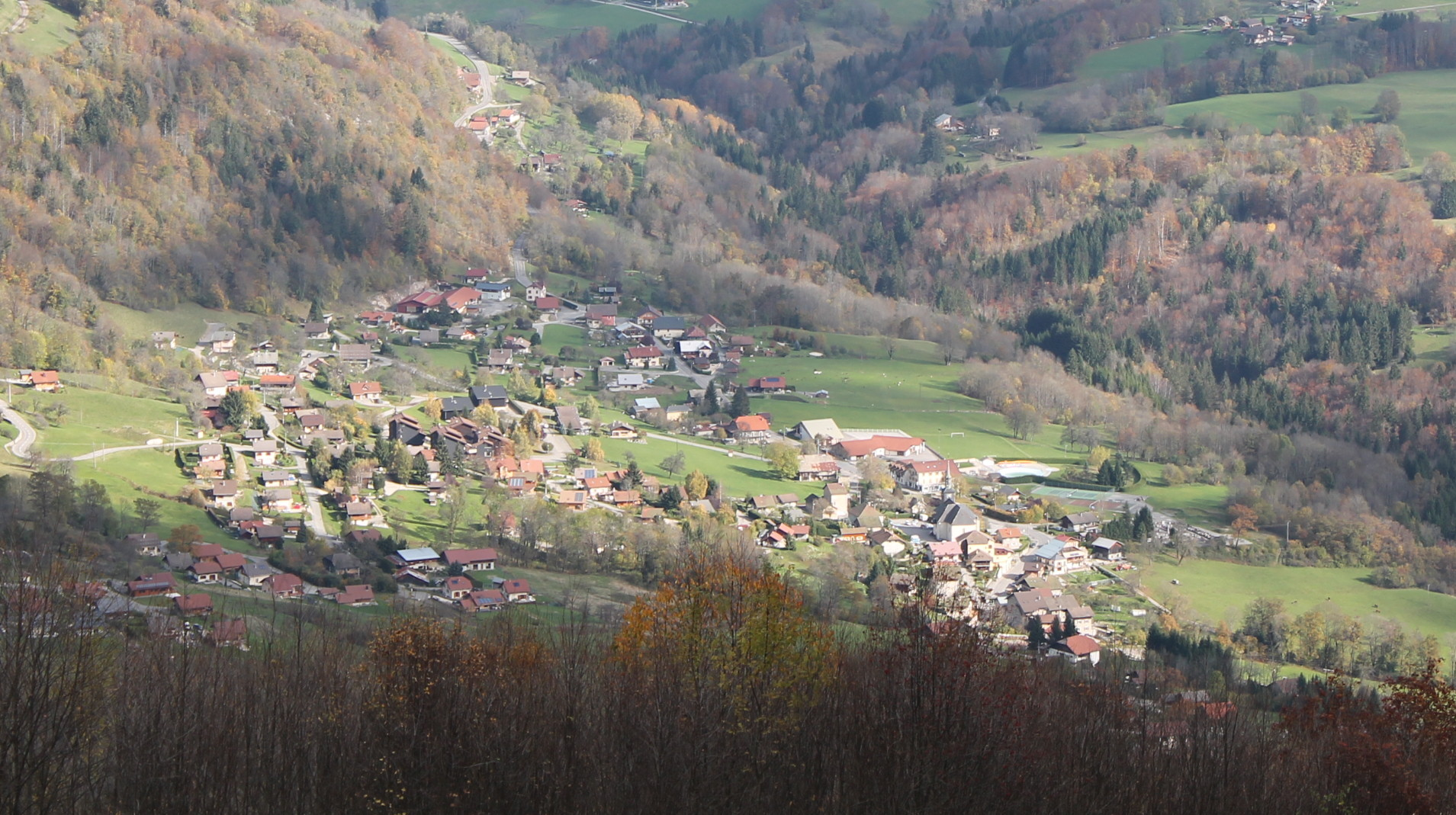
Onnion, allgemeine Ansicht

Onnion ist eine französische Gemeinde im Département Haute-Savoie in der Region Auvergne-Rhône-Alpes.

## Geographie
Onnion liegt auf 791 m, etwa 23 Kilometer südlich der Stadt Thonon-les-Bains (Luftlinie). Das Dorf erstreckt sich im Faucigny, am sonnenexponierten Südhang in einem Talkessel des Vallée du Risse, am Ostfuß des Massif des Brasses, in den Savoyer Alpen.
Die Fläche des 18,97 km² großen Gemeindegebiets umfasst den mittleren Abschnitt des Vallée du Risse. Der Talkessel wird von Nordosten nach Südwesten vom Risse durchflossen, einem Seitenfluss des Giffre im Einzugsgebiet der Arve. Gegen Süden ist die Talweitung durch die Felswände beiderseits der Gorges du Risse abgeriegelt. Im Westen wird die Talschaft von den Höhen des Massif des Brasses mit dem Hochplateau Plaine Joux (1300 m) flankiert, wobei das Gemeindeareal nordwärts bis an den Hang der Pointe de Miribel reicht. Nach Osten erstreckt sich der Gemeindeboden über dicht bewaldete Hänge bis auf die Tête des Follys (1764 m) und auf die Pointe de Chavannais, auf der mit 1851 m die höchste Erhebung von Onnion erreicht wird.

### Gemeindegliederung
Zu Onnion gehören neben dem eigentlichen Dorfzentrum verschiedene Weilersiedlungen, darunter:
- La Villaz (970 m) am Aufstieg zum Plateau der Plaine Joux
- La Léchère (800 m) östlich an den Ort anschließend
- Sométy (876 m) am Hang der Haute-Pointe östlich des Risse
- Laitraz (864 m) am Hang der Haute-Pointe östlich des Risse
- Le Jorat (880 m) im Hochtal von Mégevette
- Sévillon (940 m) im Hochtal von Mégevette

Nachbargemeinden von Onnion sind Mégevette im Norden, Mieussy und Saint-Jeoire im Süden sowie Bogève und Villard im Westen.

## Geschichte
Das Gemeindegebiet von Onnion war schon in prähistorischer Zeit und während der Bronzezeit besiedelt, was durch verschiedene Funde nachgewiesen werden konnte. Der Ortsname geht auf das keltische Wort oun (Esche) zurück. Im Mittelalter gehörte Onnion zum Gebiet der Herrschaft Faucigny.

## Bevölkerung
| Jahr                       | 1962 | 1968 | 1975 | 1982 | 1990 | 1999 |
| Einwohner                  | 420  | 344  | 340  | 423  | 642  | 786  |
| Quellen: Cassini und INSEE |      |      |      |      |      |      |

Mit 1281 Einwohnern (Stand 1. Januar 2022) gehört Onnion zu den kleinen Gemeinden des Département Haute-Savoie. Nachdem die Einwohnerzahl im Verlauf des 20. Jahrhunderts markant abgenommen hatte (1901 zählte Onnion noch 830 Einwohner), wurde seit Mitte der 1970er Jahre dank der schönen Wohnlage wieder eine deutliche Bevölkerungszunahme verzeichnet.

## Wirtschaft und Infrastruktur
Onnion war bis weit ins 20. Jahrhundert hinein ein vorwiegend durch die Landwirtschaft und die Forstwirtschaft geprägtes Dorf. Heute gibt es verschiedene Betriebe des lokalen Kleingewerbes. Einige Erwerbstätige sind Wegpendler, die in den größeren Ortschaften der Umgebung ihrer Arbeit nachgehen. Das Massif des Brasses entwickelte sich in den letzten Jahrzehnten zu einem Wintersportgebiet. Die Hänge sind durch Bergbahnen und Skilifte erschlossen.
Die Ortschaft liegt an der Verbindungsstraße, die von Thonon-les-Bains über den Col de Jambaz nach Saint-Jeoire führt.